# 대한민국 형법 제144조
대한민국 형법 제144조는 특수공무방해죄에 대한 형법각칙의 조문이다.

## 조문
제144조(특수공무방해) ① 단체 또는 다중의 위력을 보이거나 위험한 물건을 휴대하여 제136조, 제138조와 제140조 내지 전조의 죄를 범한 때에는 각 조에 정한 형의 2분의 1까지 가중한다.

②제1항의 죄를 범하여 공무원을 상해에 이르게 한 때에는 3년 이상 유기징역 형벌을 받는다. 사망에 이르게 한 때에는 무기 또는 5년 이상 징역형벌을 받는다.

第144條(特殊公務妨害) ① 團體 또는 多衆의 威力을 보이거나 危險한 物件을 携帶하여 第136條, 第138條와 第140條 乃至 前條의 罪를 犯한 때에는 各條에 定한 刑의 2分의 1까지 加重한다.

②第1項의 罪를 犯하여 公務員을 傷害에 이르게 한 때에는 3年 이상의 有期懲役에 處한다. 死亡에 이르게 한 때에는 無期 또는 5年 이상의 懲役에 處한다.

## 판례

### '다중의 위력'의 의미
- 다중이라 함은 단체를 이루지 못한 다수인의 중합을 지칭하는 것이므로 불과 3인의 경우에는 그것이 어떤 집단의 힘을 발판 또는 배경으로 한다는 것이 인정되지 않는 한 "다중의 위력"을 보인 것이라고는 할 수 없다[1]

### 본죄의 성립요건
- 특수공무집행방치사상죄는 단체 또는 다중의 의력을 보이거나 위험한 물건을 휴대하고 직무를 집행하는 공무원에 대하여 폭행, 협박을 하여 공무원을 사상에 이르게 한 경우에 성립하는 결과적 가중범으로서 행위자가 그 결과를 의도할 필요는 없고 그 결과의 발생을 예견할 수 있으면 족하다[2]
- 피고인도 그 속에 끼인 단체 또는 다중인 데모대원이 던진 돌에 의하여 공무집행중이던 경찰관이 상해를 입은 경우 피고인이 던진 돌이 동 피해자에게 맞고 안맞고를 가리지 않고 특수공무방해치상죄가 성립한다[3]
- 특수공무집행방해치상죄는 결과적 가중범이므로 행위자가 그 결과를 의도할 필요는 없고 그 결과의 발생을 예견할 수 있으면 족하다[4]
- 특수공무집행방해치상죄는 원래 결과적가중범이기는 하지만, 이는 중한 결과에 대하여 예견가능성이 있었음에 불구하고 예견하지 못한 경우에 벌하는 진정결과적가중범이 아니라 그 결과에 대한 예견가능성이 있었음에도 불구하고 예견하지 못한 경우뿐만 아니라 고의가 있는 경우까지도 포함하는 부진정결과적가중범이다[5]

## 참고 문헌
- 김재윤, 손동권, 『새로운 형법각론』, 율곡출판사, 2013. ISBN 978-89-974283-4-2

## 같이 보기
- 특수공무집행방해죄